# Stefan Pasborg

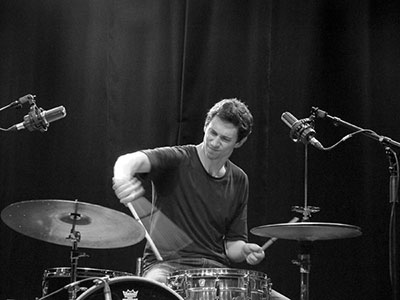
Stefan Pasborg

Stefan Pasborg (* 6. Dezember 1974 in Kopenhagen) ist ein dänischer Jazzbandleader, Schlagzeuger und Komponist.

## Leben
Pasborgs Mutter und sein Stiefvater waren Tänzer des Balletts im Königlichen Theater in Kopenhagen, so dass sein Zuhause von klassischer Musik beherrscht wurde. In kindlichem Alter bekam er sein erstes Drumset, später Unterricht von Alex Riel, einem Freund der Familie. Er absolvierte ein Musik-Studium am Kopenhagener Rytmisk Musikkonservatorium. Zu seinen Lehrern gehörten Niels-Henning Ørsted Pedersen, Ed Thigpen, Horace Parlan und Atilla Engin. Mit dreizehn Gleichgesinnten aus diesem Studienumfeld gründete er das Kopenhagener Independent-Label ILK Music.
Pasborg hat als Drummer zusammengearbeitet mit John Tchicai, Miroslav Vitouš, Ellery Eskelin, Tim Berne, Palle Danielsson, Marc Ducret, Anders Jormin, Michael Formanek, Tomasz Stańko, Carsten Dahl, Jesper Zeuthen, Ray Anderson, Alex Riel, Mikko Innanen, Rent Romus und Lotte Anker. Majid Bekkas holte ihn in sein Magic Spirit Quartet (gleichnamiges Album mit Goran Kajfeš und Jesper Nordenström). Er tourte als Musiker durch Europa, die USA und Asien.
Zu seinen wichtigsten Band-Projekten gehört das Trio Ibrahim Electric (mit Gitarrist Niclas Knudsen und Hammondorganist Jeppe Tuxen), das 2002 entstand, mehrere Alben veröffentlichte und international tourte. Ein weiteres ist Pasborg's Odessa 5 (mit Saxophonist Anders Banke, Kornettist Jonas Müller, Sousaphonist Jakob Munck, Posaunist Mads Hyhne). Häufig auch spielt er Alben in Duo-Besetzung ein, etwa mit Mark O’Leary.
Seit 2014 spielt er auch im Trio Firebirds (mit Anders Banke (sax, clar) und Anders Flipsen (keyb)); Deren erstes Album enthält Interpretationen von Ballettmusik Strawinskys.

## Auszeichnungen
Pasborg erhielt mehrfach den sog. dänischen Grammy: 2004 wurde er mit Danish Music Awards in den Rubriken New Name of the Year sowie Jazz Discovery of the Year für das Album Toxikum ausgezeichnet. Für Pasborg’s Odessa 5: X-tra Large erhielt er 2011 den Danish Music Award in der Rubrik Best Danish Cross-over Jazz Release of the Year.

## Diskografische Hinweise
- Delirium (mit Mikko Innanen s), Fiasko Records - 2002
- Stefan Pasborg /  Liudas Mockunas: Toxikum (mit Marc Ducret und John Tchicai), ILK Music - 2003[5]
- Ibrahim Electric (mit Niclas Knudsen g und Jeppe Tuxen org), ILK Music - 2004
- Ibrahim Electric Meets Ray Anderson, Stunt Records - 2005
- Fra De Varme Lande (mit Niclas Knudsen g, Anders Vesterdahl acc und Jakob Munck sus), ILK Music 2006
- Ibrahim Electric: Album Absinthe, Stunt Records 2006
- Ibrahim Electric Meets Ray Anderson - Again, Stunt Records 2007
- Triplepoint (mit Marc Ducret, John Tchicai, Ray Anderson und Ellery Eskelin), ILK Music 2007
- Pasborg's Odessa 5, Stunt Records 2008[6]
- Ibrahim Electric: Brothers of Utopia, Target Records 2008
- Pasborg's Odessa 5: X-tra large, Stunt Records 2010
- Ibrahim Electric: Royal Air Maroc, Target Records 2010
- Green Side Up (mit Mikko Innanen s, Kasper Tranberg cor, Jonas Westergaard b), ILK Music 2011
- Free Moby Dick (mit Mikko Innanen bs, Liudas Mockunas ts, Nicolai Munch-Hansen), ILK Music 2012
- Ibrahim Electric: Isle of Men, Target Records 2012
- Axel Riel  / Stefan Pasborg: Drumfaces, Stunt Records 2013
- Ibrahim Electric: Rumours from Outer Space, ILK Music 2014
- Stefan Pasborg / Carsten Dahl: Live at SMK, ILK Music 2015[7]

## Belege
1. ↑  Stefan Pasborg ”Birthday Extravaganza 2014”, 13. Oktober 2014
2. ↑  Firebirds und Igor Strawinsky
3. ↑  Nordischer Jazz trifft auf Gnawa-Gesänge (Jazz-CD der Woche; NDR)
4. ↑  Danish Music Awards Jazz 2011 (Memento vom 10. August 2014 im Internet Archive), JazzDanmark, Kopenhagen, abgerufen am 29. Januar 2015.
5. ↑  Rezension von John Kelman, AAJ vom 25. März 2004, abgerufen am 29.  Januar 2014
6. ↑  Pasborg's Odessa 5 st Artist direct (Memento des Originals vom 16. Januar 2018 im Internet Archive)  Info: Der Archivlink wurde automatisch eingesetzt und noch nicht geprüft. Bitte prüfe Original- und Archivlink gemäß Anleitung und entferne dann diesen Hinweis.
7. ↑  Live at SMK-Rezension von Cormac Larkin, Irish Times vom 8. Januar 2015, abgerufen am 29. Januar 2015.

| Personendaten    | Personendaten                                        |
| ---------------- | ---------------------------------------------------- |
| NAME             | Pasborg, Stefan                                      |
| KURZBESCHREIBUNG | dänischer Jazzbandleader, Schlagzeuger und Komponist |
| GEBURTSDATUM     | 6. Dezember 1974                                     |
| GEBURTSORT       | Kopenhagen                                           |